# Agnieszka Czepukojć
Agnieszka Czepukojć (ur. 5 grudnia 1978) – polska judoczka.
Była zawodniczka KS AZS AWFiS Gdańsk (1991-2007). Czterokrotna medalistka zawodów Pucharu Świata (Moskwa 1999 - srebro, Praga 2002 - brąz, Mińsk 2005 - złoto, Bukareszt 2006 - srebro). Dwukrotna mistrzyni Polski seniorek w kategorii do 78 kg (2001, 2006), sześciokrotna wicemistrzyni (1999, 2000, 2002 i 2004 w kat. do 78 kg, 2007 - kat. open i kat. do 70 kg) oraz brązowa medalistka 2005 w kat. do 78 kg.